# Наше
Наше — мелководное эвтрофное озеро на юге Меленковского района Владимирской области. Предположительно имеет ледниковое происхождение. Охраняется государством с 1980 года как гидрологический памятник регионального значения.

## Расположение
Озеро располагается к западу от деревни Двоезёры на территории Илькинского сельского поселения, в 14,7 км западнее административного центра сельсовета — села Илькино и в 20 км юго-западнее административного центра района — города Меленки.

## Физико-географическая характеристика
Берега озера низкие, песчаные, местами заболоченные (в особенности на западе и юго-западе). Урез воды находится на высоте 142 м над уровнем моря. Средняя глубина 1,5 м. Дно песчаное, на середине озера илистое.